# Physatocheila confinis
Physatocheila confinis is een wants uit de familie van de Tingidae (Netwantsen). De soort werd het eerst wetenschappelijk beschreven door Géza Horváth in 1905.

## Uiterlijk
De langwerpig ovaal gevormde wants is altijd langvleugelig (macropteer) en kan ongeveer 3 mm lang worden. Net als de andere netwantsen hebben de vleugels van deze wants een fijnmazig netwerkpatroon van aders. De soorten uit dit geslacht kenmerken zich door de omgeslagen brede randvelden van het halsschild en de drie lijsten op het borststuk die doorlopen tot aan de voorrand. Ze lijken enigszins op de wantsen uit het geslacht Dictyla maar bij dit genus lopen de buitenste lijsten maar tot halverwege het borststuk. De soort is zeer moeilijk te onderscheiden van Physatocheila dumetorum, bovendien delen deze soorten ook vaak hun leefwijze en leefgebied.

## Leefwijze
De imagines kunnen van april tot oktober aangetroffen worden op bomen uit de familie Rosaceae , zoals bijvoorbeeld meidoorn (Crataegus), sleedoorn (Prunus spinosa), peer (Pyrus) en meelbes (Sorbus aria). Mogelijk heeft de soort hierbij een voorkeur voor bomen die begroeid zijn met korstmossen. De nifmen worden gevonden van juni tot in augustus. Er is één generatie per jaar en de volwassen wantsen overwinteren.

## Leefgebied
De wants komt vooral in Midden- en Zuid-Europa voor en oostwaarts tot aan het Midden-Oosten en China. In Nederland in de soort zeldzaam en beperken de vindplaatsen zich voornamelijk tot het zuidelijke gedeelte van het land. 